# Sóng dừng

Hoạt hình biểu diễn sóng dừng (màu đỏ) được tạo bởi sự chồng chất của sóng di chuyển sang trái (màu xanh) và sóng di chuyển sang phải (màu xanh lá cây)

Trong vật lý, sóng dừng, hay còn được gọi là sóng đứng, sóng tĩnh là một loại sóng dao động theo thời gian nhưng có biên độ đỉnh sóng không di chuyển trong không gian. Biên độ đỉnh của dao động sóng tại bất kỳ điểm nào trong không gian là một hằng số không đổi với thời gian. Các phần tử điểm mà tại đó biên độ là tối thiểu được gọi là các nút sóng và các phần tử có biên độ tối đa được gọi là các bụng sóng.
Sóng dừng được phát hiện lần đầu bởi Michael Faraday vào năm 1831. Faraday đã quan sát thấy hiện tượng sóng dừng trên bề mặt chất lỏng trong một bình chứa rung. Franz Melde là người đã đặt ra thuật ngữ "sóng dừng" (tiếng Đức: stehende Welle hoặc Stehwelle) vào khoảng những năm 1860 và đã chứng minh được hiện tượng này trong thí nghiệm cổ điển của ông với các sợi dây rung.
Hiện tượng này có thể xảy ra do môi trường truyền của một sóng chuyển động ngược chiều truyền của nó; hoặc có thể phát sinh bên trong môi trường sóng đứng yên, do sự giao thoa giữa hai sóng truyền theo hai hướng ngược nhau trong đó (thường là một sóng và sóng phản xạ của nó). Nguyên nhân phổ biến nhất của sóng dừng trong thực tế là do hiện tượng cộng hưởng, trong đó sóng dừng xảy ra bên trong bộ cộng hưởng do sự giao thoa giữa các sóng bị phản xạ qua lại ở tần số cộng hưởng của bộ cộng hưởng. Sóng dừng trái với sóng truyền đi (có đỉnh di chuyển theo không gian).
Đối với các sóng có biên độ bằng nhau truyền theo các hướng đối nghịch nhau khi tổng hợp nên sóng dừng, trung bình không có sự truyền năng lượng nói chung. Có nghĩa là sóng dừng không truyền năng lượng theo hướng nhất định khi nó dao động.

## Môi trường truyền chuyển động
Một ví dụ điển hình cho loại sóng dừng thứ nhất, hình thành trong một môi trường truyền chuyển động là sóng lee trong khí quyển. Dưới những điều kiện khí tượng nhất định, sóng dừng trong không khí có thể được hình thành dọc trên các dãy núi. Những đợt sóng không khí này thường được các phi công tàu lượn chú ý tận dụng trong các chuyến bay của họ.
Sóng dừng trong môi trường nước và các bước nhảy thủy lực cũng được hình thành trên các khúc ghềnh sông chảy xiết hoặc các dòng triều - điển hình như là ở vực nước xoáy Saltstraumen. Nhiều đợt sóng dừng trên sông là lựa chọn phổ biến được yêu thích của các tay lướt sóng sông.

## Hai sóng đối nghịch giao thoa

Phân tích quá độ của một sóng truyền tắt dần bị phản xạ tại một biên.

Một ví dụ điển hình về loại sóng dừng thứ hai là sóng xung điện dừng trong một đường dây truyền tải, là một sóng điện mà trong đó sự phân bố của dòng điện, điện áp, hoặc cường độ điện trường của nó được gây ra do sự chồng chất của hai sóng thành phần cùng tần số truyền theo hai hướng ngược nhau. Kết quả là một dãy các phần tử nút (có ly độ bằng 0) và bụng (có ly độ tối đa) được hình thành ở các điểm có vị trí cố định dọc theo đường truyền. Một sóng dừng như vậy có thể hình thành khi một sóng điện truyền từ một đầu của đường truyền tải tới đầu kia và sau đó xuất hiện sóng phản xạ lại ở đó bởi do có trở kháng không tương xứng, tức là có gián đoạn, chẳng hạn như mạch bị hở hoặc ngắn. Việc không truyền được năng lượng điện ở tần số sóng dừng thường sẽ dẫn đến biến dạng suy giảm của tín hiệu điện.
Trên thực tế, tổn thất trên đường truyền tải là điều không thể tránh khỏi, vì vậy sự phản xạ sóng hay sóng dừng lý tưởng cũng không thể đạt được. Kết quả thực tế là ta chỉ có sóng dừng một phần, tức là sóng chồng chập từ một sóng dừng thuần và một sóng đang chuyển động khác. Mức độ so sánh một sóng tương tự sóng dừng thuần hay tương tự sóng truyền đi thuần được thể hiện bởi tỉ số sóng dừng (SWR).
Một ví dụ khác là sóng dừng tại các vùng đại dương mở, gây ra bởi các sóng nước với chu kỳ ngang nhau di chuyển theo các hướng đối nghịch. Chúng có thể được hình thành gần các tâm bão, hoặc từ các sóng phản xạ của các sóng cồn gần bờ biển, và là nguyên nhân của những âm microbarom và microseism từ biển.

### Mô tả toán học
Trên một chiều không gian, hai sóng có cùng bước sóng và biên độ, truyền theo hai hướng ngược nhau gặp nhau sẽ gây giao thoa và tạo ra sóng dừng. Ví dụ, một sóng truyền sang phải dọc theo một sợi dây căng được giữ cố định ở đầu bên phải của sợi dây. Khi sóng tới đầu dây này thì nó sẽ phản xạ lại theo hướng ngược lại dọc theo dây, và hai sóng tới và sóng phản xạ sẽ chồng chập lên nhau để tạo ra sóng dừng. Để tạo ra một sóng dừng, hai sóng có hướng truyền ngược nhau phải có cùng biên độ và tần số (phải là hai sóng kết hợp). Hiện tượng này có thể được chứng minh bằng toán học bằng cách rút ra phương trình tổng của hai sóng chuyển động ngược nhau:
Một sóng điều hòa truyền sang phía bên phải dọc trên trục x được mô tả bằng phương trình ly độ sau:
{\displaystyle y_{1}(x,t)=A\sin \left({\pi x \over \lambda }-4\omega t\right)\,}
Một sóng điều hòa tương tự truyền sang trái thì được mô tả bằng phương trình:
{\displaystyle y_{2}(x,t)=A\sin \left({\pi x \over \lambda }+4\omega t\right)\,}
với:
- {\displaystyle A\,} là biên độ của sóng,
- {\displaystyle \omega \,} (gọi là tần số góc và có đơn vị radian trên giây) bằng 2π nhân với tần số của sóng (tính theo đơn vị hertz).
- {\displaystyle \lambda \,} là bước sóng của sóng (đơn vị mét)
- {\displaystyle x\,} và {\displaystyle t\,} lần lượt là các biến tọa độ của một điểm phần tử của sóng và thời gian.

Vì vậy phương trình của sóng kết quả chồng chập y sẽ là tổng của các sóng thành phần y1 và y2:
{\displaystyle y(x,t)=y_{1}+y_{2}=A\sin \left({\pi x \over \lambda }-4\omega t\right)+A\sin \left({\pi x \over \lambda }+4\omega t\right)\,}
Sử dụng công thức biến đổi tổng thành tích lượng giác {\displaystyle \sin a+\sin b=2\sin \left({a+b \over 2}\right)\cos \left({a-b \over 2}\right)\,} để đơn giản biểu thức sóng, ta có phương trình sóng dừng:
{\displaystyle y=2A\sin \left({\pi x \over \lambda }\right)\cos(4\omega t)\,}
Phương trình này mô tả một sóng có dao động theo thời gian, nhưng theo không gian thì nó là tĩnh; và ở mọi điểm x bất kì thì biên độ của dao động ở đó luôn không thay đổi với một giá trị luôn là {\displaystyle 2A\sin \left({2\pi x \over \lambda }\right)\,}. Tại những điểm có tọa độ bằng một bội số chẵn lần một phần tư bước sóng thì hai sóng thành phần ngược pha nhau và giao thoa triệt tiêu:
{\displaystyle x=\ldots ,-{3\lambda  \over 2},\;-\lambda ,\;-{\lambda  \over 2},\;0,\;{\lambda  \over 2},\;\lambda ,\;{3\lambda  \over 2},\ldots }
chúng được gọi là các điểm nút, biên độ ở đó luôn bằng 0. Trong khi đó ở những vị trí bằng bội lẻ lần một phần tư bước sóng như:
{\displaystyle x=\ldots ,-{5\lambda  \over 4},\;-{3\lambda  \over 4},\;-{\lambda  \over 4},\;{\lambda  \over 4},\;{3\lambda  \over 4},\;{5\lambda  \over 4},\ldots }
thì được gọi là các điểm bụng, biên độ tại đó là lớn nhất với giá trị bằng hai lần biên độ của hai sóng thành phần ban đầu do tại đó chúng cùng pha nên giao thoa tăng cường. Khoảng cách giữa hai điểm nút hoặc hai điểm bụng liên tiếp bất kỳ của sóng dừng luôn là λ/2, giữa chúng là một bó sóng, trong đó mọi phần tử thuộc nó đều dao động cùng pha. Khi sợi dây mang sóng dừng có hai đầu cố định thì vì vậy chiều dài của sợi dây bằng một số nguyên n lần độ dài một của bó sóng: {\displaystyle l=n{\frac {\lambda }{2}}}.
Dao động ở hai bó sóng kề nhau ngược pha nhau, còn ở hai bó liên tiếp xen kẽ thì cùng pha nhau. Các tần số dao động lên một dây mà ở đó sóng dừng được thiết lập được gọi là các mode hay chế độ hòa âm (harmonics), phụ thuộc vào bản chất của dây và lực căng được áp dụng cho nó và đều là bội số nguyên lần tần số nhỏ nhất gây được sóng dừng. Hoặc bằng công thức: {\displaystyle f_{n}=nf_{0}}, với {\displaystyle f_{n}} là tần số của họa âm, {\displaystyle n} là số bó sóng hay bậc của sóng điều hòa {\displaystyle (n\in \mathbb {N} )} và {\displaystyle f_{0}} là tần số mode cơ bản của dây.
Sóng dùng còn có thể xảy ra trong các bộ cộng hưởng hai hoặc ba chiều. Đối với sóng dừng trên các màng rung hai chiều, như mặt trống, như trong minh họa ở hình phía trên, tập hợp các điểm nút trở thành một đường nút, tức đường thuộc bề mặt rung mà trên đó không có dao động và phân cách giữa các vùng của bề mặt dao động ngược pha nhau. Các dạng đường nút này gọi là các hình Chladni. Ở trong các bộ cộng hưởng 3 chiều, ví dụ như hộp đàn ghita hay các bộ cộng hưởng hốc vi sóng, tương tự cũng có các bề mặt nút.

## Tỉ số sóng dừng, pha và sự truyền năng lượng
Nếu 2 sóng di chuyển đối nghịch nhau không cùng biên độ, chúng sẽ không hủy lẫn nhau hoàn toàn tại các nút, nơi tại đấy dao động của các sóng ngược pha 180°, vì thế biên độ dao động của sóng tại các nút sẽ không bằng 0, nhưng sẽ là mức tối thiểu. Tỉ số sóng dừng (SWR) là tỉ số giữa biên độ của phần tử bụng (lớn nhất) so với biên độ của phần tử nút (nhỏ nhất). Một sóng dừng lý tưởng sẽ có SWR vô hạn. Nó cũng sẽ có giá trị pha không đổi tại bất kì điểm nào trong không gian (nhưng vẫn có thể sẽ đảo ngược pha 180° sau mỗi nửa chu kỳ). Một sóng có SWR hữu hạn và khác 0 thể hiện rằng nó là một sóng dừng/ sóng truyền đi một phần. Những sóng như vậy có thể được phân tích là chồng chập của hai sóng thành phần: một thành phần sóng truyền đi và một thành phần sóng dừng. Một sóng có SWR bằng 1 thể hiện đây là sóng truyền đi thuần, bởi vì tỉ số các biên độ đều bằng 1.
Một sóng dừng thuần hay lý tưởng không truyền năng lượng đi từ nguồn tới điểm truyền. Tuy nhiên, sóng dừng vẫn có thể bị chịu mất mát năng lượng do bị thất thoát trong môi trường. Các mất mát như vậy có thể được biểu diễn do một sóng có SWR hữu hạn, tức một thành phần sóng truyền đi rời điểm nguồn để cung cấp sự mất mát. Tuy rằng tỉ số SWR bây giờ là hữu hạn, năng lượng vẫn có thể không được truyền đi tới một điểm truyền bởi vì thành phần sóng truyền đi đang đóng góp vào sự mất mát năng lượng. Tuy nhiên, trong một môi trường không có thất thoát, một tỉ số SWR hữu hạn chỉ ra chắc chắn là có sự truyền năng lượng đến.

## Một số ví dụ
Một ví dụ dễ thấy của sóng dừng là một dây nhảy được giữ bởi hai người tại 2 đầu dây. Nếu họ lắc dây một cách đồng bộ thì dây có thể hình thành hình sóng dừng đều đặn, dao động lên-xuống, với dọc theo dây là các điểm tĩnh nơi dây hầu như không dao động (điểm nút) và các điểm nơi cung dao động của dây là lớn nhất (điểm bụng). Sau đây là một số ví dụ tiêu biểu về sóng dừng và các ứng dụng của chúng:

### Sóng âm dừng
Sóng dừng còn có thể được quan sát thấy ở trong các môi trường vật chất như các sợi dây đàn và các cột không khí. Bất kỳ sóng âm nào truyền đi dọc theo môi trường sẽ phản xạ trở lại khi chúng tới điểm cuối. Hiệu ứng này đáng chú ý nhất trong các nhạc cụ, trong đó, tại các bội số của tần số tự nhiên của cột không khí hoặc sợi dây, một sóng dừng được tạo ra, thể hiện ra các bó sóng điều hòa hay các họa âm. Các điểm nút xuất hiện ở các đầu cố định và các điểm bụng ở đầu tự do. Dây có thể duỗi thẳng hoàn toàn trong quá trình dao động sóng. Nếu dây hay ống sáo chẳng hạn, cố định chỉ ở một đầu còn đầu kia tự do, thì chỉ có một số lẻ các bó sóng đầy đủ. Nhưng ngay cả ở đầu tự do của ống, phần tử bụng sẽ không chính xác tại đấy vì vị trí của nó bị thay đổi do tiếp xúc với không khí và do đó phải chỉnh lại đầu để đặt nó lại vị trí chính xác. Mật độ khối lượng (hay khối lượng riêng) của một sợi dây sẽ ảnh hưởng đến tần số để các sóng điều hòa được tạo ra; khối lượng riêng càng lớn thì tần số cần thiết để tạo ra một sóng dừng có cùng số họa âm càng thấp.

### Ánh sáng khả kiến
Sóng dừng cũng đã được quan sát trong các môi trường truyền quang như các ống dẫn sóng quang, các hốc quang học, v.v... Các thiết bị laser sử dụng hốc quang học dưới dạng một cặp gương đối diện nhau. Môi trường khuếch đại trong hốc quang (như tinh thể) phát ra ánh sáng mạch lạc, kích thích ra sóng dừng bên trong hốc. Bước sóng của ánh sáng này rất ngắn (trong phạm vi nanomet, 10−9 m) nên sóng dừng cũng có kích thước cực nhỏ. Một ứng dụng của sóng ánh sáng dừng là để đo đạc các khoảng cách nhỏ, nhờ sử dụng phẳng quang học.

### Tia X
Giao thoa giữa các chùm tia X có thể tạo thành trường sóng đứng tia X (XSW). Do bước sóng rất ngắn của tia X (dưới 1 nanomet), hiện tượng này có thể được lợi dụng để đo các sự kiện quy mô nguyên tử ở bề mặt các vật liệu. Các XSW được tạo ra trong một khu vực nơi một chùm tia X giao thoa với một chùm tia nhiễu xạ từ một bề mặt đơn tinh thể hoặc một chùm phản xạ từ một gương tia X. Bằng cách điều chỉnh hình học của tinh thể hoặc bước sóng tia X, trường sóng dừng XSW có thể được dịch đi trong không gian, gây ra các sự thay đổi trong huỳnh quang tia X hoặc năng suất quang electron bật ra từ các nguyên tử gần bề mặt vật liệu. Sự thay đổi này có thể được phân tích để xác định vị trí của một họ các nguyên tử cụ thể vật liệu so với các cấu trúc tinh thể bên dưới hoặc so với bề mặt của gương. Phương pháp XSW đã được sử dụng để làm rõ các chi tiết quy mô nguyên tử của các chất dẫn xuất tạp trong các vật liệu bán dẫn, sự hấp phụ nguyên tử và phân tử trên các loại bề mặt, và các biến đổi hóa học liên quan đến các chất xúc tác.

### Electron
Theo quan điểm lưỡng tính sóng hạt của cơ học lượng tử, các hạt electron cũng tồn tại dưới dạng các sóng dừng quanh hạt nhân nguyên tử.  Do đó, năng lượng thấp nhất có thể mà một electron có thể có được tương tự như tần số cơ bản của sóng dừng trên dây. Các trạng thái năng lượng cao hơn tương tự như các chế độ hòa âm của tần số cơ bản đó. Hàm toán học mô tả trạng thái tương tự sóng của một hoặc một cặp electron trong một nguyên tử được gọi là orbital nguyên tử, và có thể được sử dụng để tính toán xác suất tìm thấy bất kì electron tại một vùng cụ thể xung quanh hạt nhân của nguyên tử.

### Sóng cơ
Sóng dừng có thể được tạo ra một cách cơ học trong một môi trường rắn bằng cách sử dụng cộng hưởng. Một ví dụ dễ hiểu là hai người chơi lắc một đầu dây nhảy. Nếu họ rung một cách đồng bộ, sợi dây sẽ tạo thành một mô hình đều đặn với các nút và bụng xen kẽ nhau và trông dường như đứng tại chỗ trong khi đang dao động, do đó được gọi là sóng dừng. Trên mặt nước, clapotis và seiche là các dạng sóng dừng. Tương tự trên, một dầm hẫng trên cầu cũng có thể sẽ có sóng dừng áp lên vào khi có kích thích tác dụng vào trụ của nó. Trong trường hợp này, đầu tự do của dầm sẽ di chuyển khoảng cách lớn nhất về một bên so với bất kỳ vị trí nào khác dọc theo dầm. Một thiết bị hoạt động theo nguyên tắc tương tự như vậy có thể được sử dụng như là một bộ cảm biến để theo dõi những thay đổi về tần số hoặc pha cộng hưởng trên một sợi. Ứng dụng tiêu biểu của nó là thiết bị dùng để đo lường các kích thước.

### Sóng địa chấn
Các sóng mặt dừng trên Trái Đất thường được quan sát thấy dưới dạng các dao động tự do của Trái Đất.

### Sóng Faraday
Sóng Faraday là một loại sóng dừng phi tuyến tính xuất hiện ở bề mặt tiếp giáp giữa chất lỏng và không khí, được gây ra bởi sự mất cân bằng thủy động lực. Nó có thể được sử dụng như một tấm mẫu dựa trên chất lỏng để lắp ráp các vật liệu siêu nhỏ.

### Sóng
- Danh sách các chủ đề về sóng:
- Giao điểm thủy triều
- Clapotis
- Mốt sóng dọc
- Mode-locking
- Metachronal rhythm
- Các mốt của buồng cộng hưởng
- Seiche
- Trumpet
- Ống Kundt

### Kỹ thuật điện tử
- Danh sách các chủ đề về điện tử:
- Hốc cộng hưởng
- Tổng trở thuộc tính
- Trở kháng
- Hình âm học (Cymatics)
- Dao động riêng